# سیارک ۱۵۹۶
سیارک ۱۵۹۶ (به انگلیسی: 1596 Itzigsohn، نامگذاری:1951EV) هزار و پانصد و نود و ششمین سیارک کشف شده‌است که در ۸ مارس ۱۹۵۱ کشف شد.
قدر مطلق سیارک برابر ۱۰٫۴۰ است.